# محمد كامل حسن المحامي
محمد كامل حسن المحامى سيناريست، وأديب، ومؤلف سنيمائى، وإذاعى، ومخرج، ومنتج مصري. ولد في 15 مارس 1915، ودرس بكلية الشرطة، ثم بكلية الحقوق ليصبح محاميا. يعتبر محمد كامل حسن المحامى هو عميد القصة البوليسية المصرية، وقدم في الإذاعة، والسينما العديد من القصص البوليسية، ويعد مسلسل «حب وإعدام» الذي قدمه في عام 1954 بالإذاعة المصرية من أشهر أعماله الإذاعية حيث كان كل المصريين يستمعون له في الساعة الخامسة والربع يوميا.
كانت زوجته الثانية الممثلة الصغيرة سهير فخرى"حيث تصغره بأكثر من ٢٥ عاما وانجب منها طفلين، وكانت له مشكلة مع سكرتير المشير عبد الحكيم عامر، ويُدعى عبد المنعم أبو زيد الذي أعجب بسهير، وزج بزوجها محمد كامل حسن المحامي إلى مستشفى الأمراض العقلية لمدة 4 سنوات، وأجبر سهير على تطليق  محمد كامل ليتزوجها هو. خرج محمد كامل، وسافر إلى لبنان، ولم يعود إلا بعد القضاء على مراكز القوى في مايو 1971 وتوفي في 5 أبريل من عام 1979.

## أعماله
في مجال الإنتاج
أنتج فيلماً واحداً هو «الميعاد» عام 1955.
في مجال التمثيل
فيلم «من فات قديمه» عام 1943.
فيلم «أقوى من الحياة» عام 1960 (قام بدور محامي بطلة الفيلم)
فيلم «وحيدة» عام 1961 (قام بتمثيل دور شرف قصير)
في مجال موسيقى الأفلام
وضع الموسيقى التصويرية للأفلام: الميعاد (1955) – حب واعدام (1956) -  الحب الأخير (1959) – وحيدة (1961) – الرسالة الأخيرة (1964).
في مجال الإخراج
السابحة في النار (1957) - الحب الأخير (1959) - أقوى من الحياة (1960) – وحيدة (1961) - الرسالة الأخيرة (1964) – الابن المفقود (1964).
في مجال تأليف الكتب
كتب محمد كامل حسن المحامي مجموعة كبيرة من المؤلفات التاريخية عن شخصيات عالمية، واسلامية، وموسيقية، وفلاسفة، وعلماء. يصل كل كتاب إلى حوالي المائة وعشرين صفحة، ونشر الكثير منها خارج، أو داخل مصر، وتنتشر على شبكة الإنترنت حتى الآن، ومنها:
جاليليو - جان جاك روسو - الفريد نوبل - ديكارت - جان بول سارتر – سقراط - طاغور - ابن خلدون العبقري الذي ظلمه العرب وأنصفه الغربيون - ابن رشد - نابليون بونابرت - موزارت - شكسبير - بيتهوفن - سيف بن ذي يزن – جورج واشنطن – الإسكندر الأكبر – ابن بطوطة – أبو العلاء المعري – المتنبي – اديسون – هيلين كيلر - المهاتما غاندي – مدام كوري - عظماء المسلمين: عائشة بنت الصديق – الأرواح - نسيبة بنت كعب - الأمير عبد القادر الجزائري - من عظماء الإسلام: عمر بن عبد العزيز - خراب بيت المقدس - أسماء بنت الصديق – خالد بن الوليد – لويس باستور - حينما باعوا النبي - هنيبعل فاتح أوروبا - مع الله في القرآن الكريم – الحب الصحيح – الملكة بلقيس - عظماء الإسلام: مصعب بن عمير - مائدة من السماء – الأمطار القاتلة – النار الباردة – قاتل الغلام - العباس بن علي – التابوت الطائر – سميراميس.
في مجال التأليف الدرامي
ليلة رهيبة (مسلسل إذاعي)
القاتلة الرحيمة (مسلسل إذاعي)
ابنة الطريد (مسلسل إذاعي)
حب من السماء (فيلم 1943) تأليف وحوار.
راوية (فيلم 1946) قصة وسيناريو وحوار.
شبح نص الليل (فيلم 1947) قصة وسيناريو وحوار.
نحو المجد (فيلم 1948) قصة وسيناريو وحوار.
عنبر (فيلم 1948) قصة وسيناريو وحوار.
سر الأميرة (فيلم 1949) قصة وسيناريو وحوار.
المصري أفندي (فيلم 1949) قصة وسيناريو وحوار.
المجنونة (فيلم 1949) قصة وحوار.
طريق الشوك (فيلم 1950) سيناريو وحوار.
من غير وداع (فيلم 1951) سيناريو وحوار.
آدم وحواء (فيلم 1950) حوار.
نافذة على الجنة (فيلم 1953) قصة وسيناريو وحوار.
بعد الوداع (فيلم 1953) سيناريو وحوار.
أقوى من الحب (فيلم 1953) سيناريو وحوار.
مرت الأيام (فيلم 1954) قصة وسيناريو وحوار.
رقصة الوداع (فيلم 1954) قصة وسيناريو وحوار.
الميعاد (فيلم 1955) تأليف
من القاتل؟ (فيلم 1956) قصة وسيناريو وحوار.
حب واعدام (فيلم 1956) قصة وسيناريو وحوار.
ليلة رهيبة (فيلم 1957) قصة وسيناريو وحوار.
السابحة في النار (فيلم 1957) تأليف
هل أقتل زوجي؟ (فيلم 1958) قصة وسيناريو وحوار.
هذا هو الحب (فيلم 1958) قصة وسيناريو وحوار.
الحب الأخير (فيلم 1959) قصة وسيناريو وحوار.
أقوى من الحياة (فيلم 1960) قصة وسيناريو وحوار.
وحيدة (فيلم 1961) قصة وسيناريو وحوار.
دعني والدموع (فيلم 1964) تأليف.
الرسالة الأخيرة (فيلم 1964)
الابن المفقود (فيلم 1964) قصة وسيناريو وحوار.
زوجة غيورة جداً (فيلم 1969) تأليف.

## وصلات خارجية
https://dhliz.com/artist/N2TGDoKXm9k/ محمد كامل حسن المحامي (كاتب ومخرج)
https://elcinema.com/person/1011924/filmography محمد كامل حسن المحامي (كاتب ومخرج)
https://www.elmogaz.com/624883 محمد كامل حسن المحامي (كاتب ومخرج)
https://www.youtube.com/watch?v=UcEKIDWi_J0 محمد كامل حسن المحامي (كاتب ومخرج)